# Манастир Водица (Румунија)
Манастир Водица (рум. Mănăstirea Vodița) је стари православни манастир у данашњој Румунији. Представља најстарији познати православни манастир у Влашкој, а његови остаци су заштићени као историјски споменик од националног значаја.
Манастир Водица је прва документована задужбина неког влашког војводе. Основао га је српски монах Никодим Тисмански уз подршку војводе Владислава I од Влашке.

## Положај
Манастир се налази у западном делу Румуније у Ђердапској клисури, близу Дунава и границе са Србијом. Смештен је у подножју брда Духовна, у долини потока Водица, близу некадашњег села Варчорова код Дробете Турну Северина. Налази се на граници града Дробета Турну Северин са општином Иловица.

## Историја
Манастир Водица са црквом посвећеном Светом Антонију Великом подигао је монах Никодим Тисмански уз подршку војводе Владислава Влајкуа између 1370. и 1374. године.  Прва је позната православна монашка заједница на подручју Влашке. Убрзо након подизања Водице, Никодим оснива манастир Тисману, а у докуметима из последњих деценија 14. века и првих деценија 15. века манастир Водица се помиње заједно са Тисманом као манастирима које су уживали бројне дажбине и привилегије. Међу онима који су даривали манастир били су влашке војводе Мирча Старији, Дан I и Влад Дракул, српски кнез Лазар и деспот Стефан Лазаревић који је у повељи из 1406. потврдио манастирима Водица и Тисмана српске поседе које је дао његов отац, кнез Лазар. Последњи документ у коме се помињу поседи манастира је повеља Радуа Лепог из 1464. године, након чега су припали манастиру Тисмана.
Извори поново помињу манастир крајем 17. и почетком 18. века. Документ из 1689. године помиње да је манастир обновио из темеља велики бан Корнеа Браилоју. У наредби издатој 10. марта 1705. године од стране војводе Константина Бранковеануа којом су дате повластице манастиру помиње се да је црква посвећена Светом Михаилу и да ју је подигао игуман Тисмане, Атанасе. У овој фази манастир није дуго опстао јер је претрпео велика оштећења током Аустро-турског рата 1716—1718. године  након чега је запуштен и није више обнављан.
Остаци манастирске цркве који се данас могу видети припадају цркви из периода почетка 15. века (Водица II) испод чијег пода (0,5 метара) се налазе остаци старије цркве коју је подигао Никодим Тисмански око 1370. године. (Водица I). Осим цркве, постоје и остаци келија и зидина.

## Обнова манастира
Марта 1990. године, уз благослов тадашњег митрополита олтенијског Нестора Ворническуа, основано је удружење Водица чији је циљ обнова и поновно успостављање манастира. На предлог удружења, Свети синод Румунске православне цркве је на свом заседању у јануару 1991. одобрио поновно успостављање манастира као мушког манастира. У периоду од 1991. до 1995. изграђене су монашке келије, игуменарија и трпезарија. 1995. године почела је изградње цркве брвнаре са елементима традиционалног марамурешког стила. Црква је освештана 29. јула 2001. године од стране олтенијског митрополита Теофана. Поред Светог Антонија Великог, друга манастирска слава је Рођење Пресвете Богородице.